# 村上範致
村上 範致（むらかみ のりむね、文化5年7月11日（1808年9月1日） - 明治5年4月16日（1872年5月22日））は、江戸時代末期の砲術家であり、田原藩家老である。通称は定平（さだへい）のち財右衛門、号は清谷（せいこく）。高島秋帆に洋式砲術を学び、各地の藩士に指導を行って日本における洋式砲術の普及に貢献した。また、田原藩の重役となって海防事業や産業振興に従事した。

## 出生から立身
三河国渥美郡田原（現在の田原市田原町）に田原藩士の山浜代官・村上照員の長男として生まれた。
村上家はもともと三河国加茂郡挙母（現豊田市）の出身で医師をしており、のち田原藩領内赤羽根（現在の田原市赤羽根町域）に移住、正徳年間（1711年-1715年）に田原藩に仕えたと伝えられる。範致の生まれたころの家は代官職17俵二人扶持と出身身分は低かったが、範致の卓越した武芸と意志の強さが評価され、藩隠居三宅友信の近習となった。天保3年（1832年）、江戸家老であった渡辺崋山の目に留まり、彼の薫陶と引き立てを受けるようになる。その際に友信の膨大な蘭学書（友信自身が崋山の影響を受けて蘭学への関心が深かった）を読む機会があり、範致は銃砲術に強い関心を抱くようになった。また、江戸在府中に幕臣の江川英龍や下曽根金三郎の知遇を受け、ともに砲術の研究をするようになった。その中で優れた西洋流砲術家として高島秋帆の存在を知ることとなった。また、一方では斎藤弥九郎から神道無念流を学び、免許皆伝を得た後、田原に戻って同流を広めた。

## 高島流砲術を伝える
天保12年（1841年）3月、範致は江川らとともに高島秋帆に入門、西洋流砲術を学び、同年5月に行われた徳丸ヶ原（現在の東京都板橋区）で行われた演習に参加した。これに先立って崋山は蛮社の獄のために失脚して、田原に蟄居していたが、範致の入門を心から喜んでいる旨の書簡が残っている。崋山はこの年の10月に自害するが、5通残した遺書のうち一通は範致に宛てたものであった。翌1842年夏には長崎にあった高島秋帆を訪ねて再び師事し、免許皆伝を得た。同年冬に帰国して田原で鉄身の大砲と砲弾を鋳造、翌年正月には藩主三宅康直の前で高島流砲術を披露し、田原藩の砲術に高島流を導入していくとともに、藩校成章館で多くの藩士を教育した。加えて、幕府の海防強化令を踏まえ、台場の築造や大砲鋳造を試みた。
またこの間、師の高島秋帆が幕府江戸町奉行鳥居耀蔵の起こした疑獄事件により蟄居の身となったこともあり、範致の砲術を知った諸藩の藩士が田原の範致邸を訪れ、彼に師事した。範致の残した門人帳によると、田原で村上の門下に入った他藩士はおよそ40人、所属藩は12藩となっている。範致が仕える田原藩は非常に貧しく、さらに質素を旨とする神道無念流の教育を受けているために、村上家の出す食事があまりにも質素で、美食になれた多くの大藩の師弟が辟易したとの話も残る。
嘉永3（1850年）には田原藩軍制を西洋式に変更、農兵部隊を組織した。安政3年（1856年）には西洋式帆船の建造に着手し、江川英敏（英龍の子）や先行して建造していた長州藩などの協力の下、翌々年に竣工させた。文久2年（1862年）には幕府から講武所の高島流砲術の世話役に請われて就任し、江戸に出て幕臣や各藩の藩士に砲術を指南した。

## 家老就任と明治維新
安政5年（1858年）、範致は田原藩の家老に就任した。小藩ながら下級藩士の出としては、異数の出世であった。過去に家老となった崋山も貧しい田原藩を豊かにするために苦心惨憺したが、範致はイリコ・淡菜などの海産物の生産を奨励し、これを西国に輸送することで収入を得ようとした。まもなく幕末騒乱期となり、明治元年（1868年）、明治維新となるが、範致は要職にあって藩をよく支えた。明治2年（1869年）、新政府から藩大参事を任命され、続けて藩政に当たるが、この頃になると病気がちとなり、範致が後継者に推挙した渡辺小崋（崋山の次男）がその期待に応えて実務を行った。3年後に病死した。墓は田原市田原町蔵王の蔵王霊園にある。また、明治30年（1897年）、勝海舟題額・細川潤次郎撰文による碑が田原城跡の三ノ丸に建立され、現在も残っている。大正2年（1913年）従五位を追贈された。

## 範致とケンカ凧
三河（愛知県東部）・遠江（静岡県西部）地方では、空に上げた凧の糸を切りあう「ケンカ凧」と呼ばれるものが盛んである。この地方でのこの遊びは江戸時代に始まったと伝えられるが、範致が長崎に遊学した際に、凧糸に粉々にしたガラスを貼り付ける手法を持ち帰ったとされる。このことにより、よりこの遊びがスリリングなものとなった。